# Diplazium scotinum
Diplazium scotinum är en majbräkenväxtart som beskrevs av Eduard Rosenstock.
Diplazium scotinum ingår i släktet Diplazium och familjen Athyriaceae. Inga underarter finns listade i Catalogue of Life.